# Comte dels domèstics

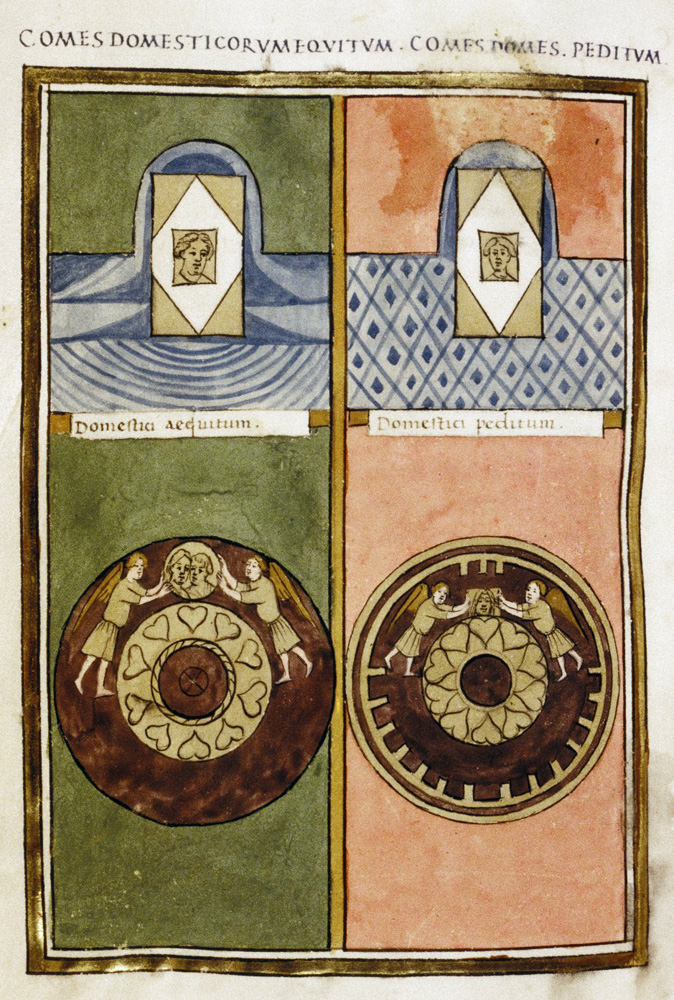
Insígnies del comes domesticorum equitum i del comes domesticorum peditum, de la Notitia Dignitatum, un document de principis del segle V

El comte dels domèstics (en llatí comes domesticorum) era una figura de l'aparell militar de l'Imperi Romà. Aquest comes comandava els protectores domestici, considerats generalment un cos de guàrdia imperial, però de vegades descrits com un col·legi d'alts funcionaris que col·laboraven estretament amb l'emperador, comparable a un estat major de l'exèrcit.
L'any 400, durant el regnat d'Honori, hi havia dos comites domesticorum: el comes domesticorum peditum i el comes domesticorum equitum, que comandaven la infanteria i la cavalleria dels protectores domestici, respectivament. Els comandants de la guàrdia eren comites illustrissimi d'alt grau. En la jerarquia militar, només els superaven els magistri militum, comandants en cap de l'exèrcit. En parla la Notitia Dignitatum.
Alguns Comtes dels domèstics importants van ser:
- Barbatió, en temps de Constanci Gal.
- Mel·lobaudes, durant la batalla d'Argentovària.
- Estilicó, el 393.
- Castí, comes de Constanci III.
- Bonifaci d'Àfrica, nomenat comes per Gal·la Placídia.
- Juli Valeri Majorià i Ricimer, el 455.
- Vetti Agori Basili Mavorci, el 527.